# 해동병원
해동병원은 부산광역시 영도구 태종로 133에 위치한 종합병원이다.

## 연혁
- 1969년 10월 해동외과의원 개설 (부산영도구 봉래동 3가29)
- 1984년 5월 병원 건물 신축 준공, 해동병원 설립
- 1994년 별관 준공
- 1998년 본관 증축 공사